# Calyptrophora
Calyptrophora is een geslacht van neteldieren uit de klasse van de Anthozoa (bloemdieren).

## Soorten
- Calyptrophora agassizii Studer, 1894
- Calyptrophora angularis (Nutting, 1908)
- Calyptrophora antilla Bayer, 2001
- Calyptrophora bayeri Cairns, 2007
- Calyptrophora clarki Bayer, 1951
- Calyptrophora clinata Cairns, 2007
- Calyptrophora cristata Cairns, 2012
- Calyptrophora cucullata Cairns, 2012
- Calyptrophora diaphana Cairns, 2012
- Calyptrophora gerdae Bayer, 2001
- Calyptrophora inornata Cairns, 2012
- Calyptrophora japonica Gray, 1866
- Calyptrophora josephinae (Lindstroem, 1877)
- Calyptrophora juliae Bayer, 1952
- Calyptrophora laevispinosa Cairns, 2007
- Calyptrophora microdentata Pasternak, 1985
- Calyptrophora niwa Cairns, 2012
- Calyptrophora spinosa Pasternak, 1984
- Calyptrophora trilepis (Pourtalès, 1868)
- Calyptrophora wyvillei Wright, 1885